# El Limón (centrala Tantoyuca kommun)
El Limón är en ort i Mexiko.   Den ligger i kommunen Tantoyuca och delstaten Veracruz, i den sydöstra delen av landet, 240 km norr om huvudstaden Mexico City. El Limón ligger 273 meter över havet och antalet invånare är 411.
Terrängen runt El Limón är huvudsakligen platt. El Limón ligger uppe på en höjd. Runt El Limón är det ganska tätbefolkat, med 72 invånare per kvadratkilometer. Närmaste större samhälle är Tantoyuca, 3,1 km söder om El Limón. Trakten runt El Limón består till största delen av jordbruksmark.